# Веселовка (Аургазинський район)
Весело́вка (рос. Веселовка, башк. Веселовка) — присілок у складі Аургазинського району Башкортостану, Росія. Входить до складу Тряпинської сільської ради.
Населення — 77 осіб (2010; 63 в 2002).
Національний склад:
- чуваші — 92%